# Saison 12 de Archer
Chronologie
Saison 11 Saison 13
Cet article présente les épisodes de la douzième saison de la série télévisée d'animation Archer.

## Production
Il s'agit de la dernière saison avec l'actrice Jessica Walter dans le rôle de Malory Archer. Jessica Walter est morte après l'enregistrement de la saison. L'épisode Mission: Difficile lui est dédié.

## Épisodes
| № | # | Titre                                      | Réalisation    | Scénario             | Première diffusion (États-Unis) | Audience (en millions) |
| --- | - | ------------------------------------------ | -------------- | -------------------- | ------------------------------- | ---------------------- |
| 119 | 1 | Crise d'identité Identity Crisis           | Matt Thompson  | Shane Kosakowski     | 25 août 2021                    | 0,25                   |
| Quelques mois après que l'agence a sauvé le monde d'une guerre nucléaire, l'équipe marketing de Cloudbeam explique à Archer et à l'agence (moins Lana) qu'ils auraient pu leur procurer la renommée et l'adulation qu'ils méritent, mais au lieu de cela, le gouvernement américain a dissimulé le incident, paiement retenu et l'agence peut à peine garder les lumières allumées. Le blâme est mis sur la concurrence féroce du nouveau conglomérat d'espionnage International Intelligence Agency et il est révélé que Cheryl a brisé le téléphone et n'en a parlé à personne. L'agence postule ensuite pour un contrat de haut niveau sur le Global Spywire (GSW) et rivalise avec l'IIA pour cela. Lana rejoint les autres alors qu'ils s'inscrivent pour un bounty de renaissance impliquant un scientifique nommé Colt et son invention prototype, qui les emmène en Moldavie. En raison de leurs fonds très bas, ils ne peuvent séjourner que dans un hôtel dégoûtant à bas prix. Là, ils ont rencontré Fabian Kingsworth, chef de l'IIA, où il se moque d'Archer en l'appelant l'ombre de lui-même. Provoqués, Archer et Lana suivent IlA tandis que Cyril et Ray restent dans leurs chambres pour suivre les mouvements de Fabian. Pendant ce temps, Pam et Cheryl deviennent la nouvelle équipe marketing de l'agence et essaient de trouver des idées publicitaires et un nouveau nom pour l'agence. Tandis que Malory essaie de trouver un bienfaiteur pour financer leur agence. Lors de la mission, Lana confie à Archer qu'elle a des problèmes conjugaux avec Robert et se demande si elle a fait le bon choix en l'épousant. Ils rencontrent bientôt les hommes de l'IIA et les neutralisent, puis Archer vole un hélicoptère. Il ramasse Cyril et ils volent vers la cible, tandis que Ray et Lana volent un IIA Humvee. Ils trouvent le camion contenant Colt, se dirigeant vers la frontière de la Transnistrie. Archer parvient à ouvrir le dessus inférieur du camion avec son hélicoptère, mais est bientôt abattu par l'homme de main de Fabian et est obligé de sauter sur le camion. Pendant ce temps, Lana et Ray tentent de repousser les tireurs avec les armes de haute technologie déjà présentes dans le Humvee. Lana reçoit un appel de Pam lui demandant l'idée de Spys and Dolls pour un nom de marque, Lana lui raccroche au nez avec colère. Robert qui essayait de l'appeler et qui est avec Malory signe des papiers, révélant qu'il a acheté l'agence. Archer parvient bientôt à s'introduire dans le camion avec sa canne qui est équipée d'une mâchoire de vie, puis il rencontre Colt et procède à son sauvetage. Soudain, Fabian entre et se bat avec Archer. Archer tient bon avec Fabian, mais est vaincu en raison de sa jambe affaiblie. Fabian casse sa canne en deux, puis vole le prototype, se moquant d'Archer alors qu'il part. Cependant, Colt lui dit que le prototype est inutile sans lui, ce qu'Archer considère comme une victoire, mais le camion s'écrase ensuite sur la patrouille frontalière. De retour à l'agence, ils ont maintenant Colt mais maintenant, il est dans le coma à cause de l'accident de camion. Cependant, ils reçoivent toujours l'argent de la récompense ainsi que les frais médicaux pour avoir gardé Colt avec eux. Malory dit alors à Archer et au gang qu'ils ont maintenant un nouveau bienfaiteur (Robert) et qu'ils peuvent désormais se permettre de maintenir l'agence en activité, pour l'instant. |   |                                            |                |                      |                                 |                        |
| 120 | 2 | Tirés vers le bas Lowjacked                | Pierre Cerrato | Shana Gohd           | 25 août 2021                    | 0,25                   |
| Après que Robert soit devenu le bienfaiteur et le directeur financier de l'Agence, il organise un voyage de team building à Paris dans un avion de luxe tout en expliquant son projet de renommer l'agence en « une force pour le bien » et en effectuant des missions humanitaires comme l'environnement, mais se fait ensuite détourner par éco-terroristes avant le décollage. Les éco-terroristes recherchent Robert pour acquérir des fonds alors qu'Archer élabore un plan pour arrêter le détournement. Ray dort profondément sur une combinaison de Bloody Marys et de somnifères. Pendant ce temps, Krieger, Pam et Cheryl se barricadent dans le salon du casino à l'étage de l'avion et en font une « zone où tout va bien » avec une partie de l'équipage et des passagers qui se joignent à eux. Archer joue avec les terroristes et leur donne des conseils qui permettent à Cyril d'obtenir constamment battu. Se cachant du terroriste dans le hammam avec le bouton de commande cassé, Lana, Malory, Robert et plus tard Cyril sont piégés à l'intérieur. Lana se dispute avec Robert, lui disant qu'elle déteste qu'il ait acheté l'agence et ne lui en ait même pas parlé, ainsi que d'autres choses qu'il ne lui a pas dites. Mais Robert défend son action en disant qu'elle ne veut jamais parler de quoi que ce soit avec lui. Il évoque également qu'il veut avoir un bébé avec Lana mais qu'elle ne le veut pas, car elle continue de prétendre qu'elle n'est pas une mère. Irritée par ce qu'il a dit, elle procède ensuite à le vendre aux éco-terroristes. Après que les terroristes aient trouvé Robert, ils le forcent à faire une contribution en ligne. Mais au lieu de leur envoyer le câble, il donne de l'argent à une association caritative environnementale. Cela met en colère l'un des terroristes qui frappe Robert et il est ensuite frappé par Lana. Alors que les autres terroristes sont sur le point de tirer sur Lana, Archer arrive avec des chiens du spa pour animaux de compagnie de l'avion qui les attaquent. Les passagers s'échappent de l'avion et Archer et Lana parviennent à arrêter les éco-terroristes et les autorités les arrêtent. Robert s'excuse auprès de Lana pour ce qu'il lui a dit, puis dit à l'agence qu'il a fait ce don d'un million de dollars en leur nom et que le voyage de consolidation d'équipe a été un peu un succès. Mais Robert explique également que maintenant qu'il a quelques millions de dollars dans le trou, il va y avoir des changements, comme Archer achetant ses propres boissons, au grand choc et à la consternation d'Archer. |   |                                            |                |                      |                                 |                        |
| 121 | 3 | À l'heure de Londres London Time           | Justin Wagner  | Brittany Miller      | 1er septembre 2021              | 0,28                   |
| Archer et le gang célèbrent leur récente mission réussie, lorsqu'ils se retrouvent à traverser l'étang jusqu'à Londres pour récupérer un insecte que Malory a installé elle-même il y a de nombreuses années. Ils se cachent dans une vieille usine poussiéreuse tandis que Malory « porte son vieux costume de chat » et planifie leur mission. Archer, Lana et Cyril parviennent à trouver le bogue et à le placer dans une valise, pour le faire voler par un agent de l'IIA et Cyril a été accusé du crime. Le lendemain, Archer et Lana essaient de suivre l'agent, seulement pour qu'il leur échappe à chaque fois qu'ils le rattrapent, tout en se souvenant que Lana n'est pas amusante, Krieger les aidant à naviguer dans la ville. Pendant ce temps, Malory et Cyril rencontrent l'ancien collègue / ancienne aventure de Malory Cornelius Varma ; qui a pris sa retraite du travail d'espionnage et a vendu son agence à Fabian mais après quelques encouragements de Malory, il a accepté de les aider à récupérer le bogue. Tandis que Pam et Cheryl s'habillent en robes anglaises et s'amusent à Londres. Archer et Lana attrapent enfin l'agent de l'IIA au London Eye, qui tente de rencontrer Fabian dans son hélicoptère. Grâce à l'aimant dans la canne d'Archer, il escalade l'Oeil, rattrape l'agent, lui récupère la mallette et le pousse dans la rivière, tandis que Lana rattrape Archer avant qu'il ne tombe. Dans l'avion de retour, ils célèbrent leur succès et Cyril est innocenté de toutes les charges. Malory décide de garder le bug en espérant l'utiliser un jour. |   |                                            |                |                      |                                 |                        |
| 122 | 4 | Coup de com' Photo Op                      | Casey Willis   | Asha Michelle Wilson | 8 septembre 2021                | 0,19                   |
| Archer et Lana sont dans les montagnes africaines en mission environnementale pour aider un groupe de toutes les femmes de l'équipe anti-braconnage « dirigé par Neva » à ramener un bébé gorille à sa famille et à les protéger du danger, tout en faisant la promotion de leur agence avec le marketing Cloudbeam aide de l'équipe. Sandra, qu'ils ont déjà rencontrée, agit en tant qu'agent de liaison avec l'ONU et le détenteur de la caméra les accompagne dans leur mission. De retour à l'agence, Malory discute d'un changement environnemental dans le bureau avec Cyril et Krieger, qui ont conçu un programme d'IA à économie d'énergie appelé « Cereberus » pour aider à contrôler la température et l'éclairage, au grand dam de Cyril ; tandis que Cheryl engage un stagiaire pour l'aider à faire tout son travail. Cependant, cela se transforme rapidement en un scénario typique de « prise de contrôle de l'IA » et tente de les tuer en augmentant la chaleur et en réduisant leur oxygène. Mais il est ensuite détruit par le stagiaire que Cheryl a embauché, mais se fait ensuite virer. Lors de la mission, Archer rencontre Neva « qui ne s'intéresse pas à lui » et se connecte avec le bébé gorille, qu'il nomme « Poko ». Alors que Lana se plaint une fois de plus de son mari à Sandra et se souvient à quel point elle était passionnée par l'environnement. Ils atteignent la rive du fleuve, mais ils sont attaqués par les braconniers et n'ont pas d'armes pour se défendre. Archer utilise sa canne, tire des fléchettes sur deux des braconniers et prend leurs armes pour les chasser. Archer sauve alors Poko d'un crocodile. Plus tard, alors qu'ils traversent la rivière, Sandra demande à Lana de faire d'elle la liaison de l'agence pour les travaux environnementaux. Archer affronte le chef des braconniers, qui révèle que la terre contient de précieux métaux rares que les sociétés minières paieront généreusement pour débarrasser la région des animaux en voie de disparition. Il menace alors de tuer la famille de Poko avec Archer et son groupe. Cependant, il est distrait par Sandra et Lana et Neva le dominent et le battent insensé pendant qu'Archer regarde avec joie. Poko est réunie avec sa famille et la mission est un succès complet. Lana regarde la terre africaine avec Neva et est étonnée de la beauté du monde; et ne sent rien. Puis elle est mordue par un serpent venimeux et tombe, tandis que Neva regarde avec agacement et désapprobation. |   |                                            |                |                      |                                 |                        |
| 123 | 5 | Encore des shots ! Shots                   | Matt Thompson  | Matt Roller          | 15 septembre 2021               | 0,23                   |
| Après un débriefing tendu de Malory sur leur mission à peine réussie, Sandra qui travaille maintenant avec eux, dit à tout le monde qu'ils sont surmenés et suggère qu'ils sortent boire un verre ensemble. ce qu'ils n'ont pas fait depuis qu'Archer est tombé dans le coma. Ils ont tous accepté de sortir mais ont vite réalisé à quel point ils devenaient ennuyeux. Lana n'est toujours pas satisfaite de son mariage, essaie de draguer tous les gars qu'elle rencontre mais est rejetée à sa grande consternation et craint que le fait d'être mariée l'ait rendue ennuyeuse et peu attrayante. Bientôt, ils se séparent en deux groupes. Pam emmène Cheryl, Krieger, Lana et Sandra sur un « Pampage » avec Robert, alors qu'Archer se sent mal d'avoir cassé Cyril, alors il essaie de lui remonter le moral pour le « réparer ». Ne sachant pas qu'ils sont suivis par les voyous de leur récente mission pour récupérer la puce qu'ils ont prise, dont personne ne sait ce qu'il y a dessus. Pam emmène son gang à une fête souterraine de camion monstre / club de combat / entrepôt de concert, alors qu'ils portent tous des t-shirts « Pampage ». Après cela, Pam vole un camion monstre et emmène le gang (moins Sandra) dans un club de striptease masculin, où ils rencontrent le prince Fawad Fawaz qui se souvient d'eux et les invite dans son appartement. ce que Lana accepte et prévoit d'avoir des relations sexuelles avec lui. Archer va dans tous les lieux de rencontre de Cyril et s'amuse vraiment. Mais ensuite, recevez un appel de Pam leur disant qu'ils ont accidentellement surdosé le prince, alors ils prévoient de se débarrasser de son corps avant de se faire prendre. Ils vont au port pour se débarrasser d'un prince apparemment mort, mais les voyous qui les ont suivis toute la nuit, les coincent au port avec une bombe à gaz neurotoxique qu'ils leur lancent, mais Cyril leur renvoie la bombe, les tuant. Alors qu'ils placent le prince et les voyous dans le camion puis les font rouler dans le port, le prince se réveille bientôt mais est ensuite sauvé par Archer à la dernière minute. Sandra les rejoint alors au port en leur disant que le camion plein de gaz neurotoxique a causé de graves dommages à l'océan du port, les qualifiant de « monstre », mais ne semble pas s'en soucier. Pam mène alors un chant avec le gang se joignant, mais tombe bientôt dans l'eau en criant « Pampage ». |   |                                            |                |                      |                                 |                        |
| 124 | 6 | Les démons du passé Dingo, Baby, Et Cetera | Chi Duong      | Mark Ganek           | 22 septembre 2021               | 0,23                   |
| Archer, Lana et le Dr Krieger se rendent au Japon pour empêcher l'assassin allusif « Dingo » de tuer leur cible William. Archer a de nombreux flashbacks sur sa première mission en tant qu'espion alors qu'il était beaucoup plus jeune. Il s'envole pour le Japon avec son mentor McGinley qu'il reflétera plus tard dans la vie, pour protéger le chef de la mafia japonaise les Yakuza.; Kodo, d'une tentative d'assassinat. Lors de l'enregistrement dans leur chambre d'hôtel, Archer rencontre Reiko et, après avoir passé du temps avec elle, commence à tomber amoureux d'elle. Archer parvient à protéger Kodo du premier assassinat et après que les mots rencontrent Reiko et elle lui dit que McGinley pourrait être le coupable derrière la fusillade. Lors d'un match de sumo avec Kodo, McGinley dit à Archer de balayer la zone, ce qui préoccupe Archer et commence à soupçonner que Reiko pourrait avoir raison et qu'il prépare quelque chose. Juste au moment où Archer rencontre Reiko qui se présente et après une brève conversation, ils retournent au match, mais Archer découvre que sa passe a été volée par Reiko, qui se révèle être l'assassin « Dingo » et elle tue Kodo et tire mortellement sur McGinley et s'échappe. Avec ses derniers mots, McGinley dit à Archer qu'il va « découvrir ». Dans le présent, Archer, Krieger et Lana planifient leur mission. Lana flirte avec William pour se rapprocher de lui, seulement pour qu'ils finissent par se câliner, ce qui dérange grandement Archer. Plus tard, Archer et Krieger tentent de piéger le « Dingo » en utilisant William comme appât, mais Lana l'éloigne, ruinant ainsi le piège et mettant Archer encore plus en colère. Ils parviennent finalement à faire sortir le « Dingo » alias Reiko qui est maintenant plus âgé et Archer et les autres la poursuivent à travers la ville. Reiko parvient à tirer sur Lana dans la jambe alors Archer poursuit Reiko et la coince sur le toit d'un immeuble. Reiko essaie de convaincre Archer de s'enfuir avec elle et alors qu'ils se penchent pour s'embrasser convenablement, Reiko poignarde Archer sur le côté mais il lui tire dessus avec un coup de feu mortel de sa canne et juste avant que Reiko ne tombe à mort, Lana se présente et aide un Archer blessé à marcher et il lui dit que c'est Reiko qui l'a appelé « Archer » depuis le début, que Lana s'excuse pour ce qui s'est passé entre lui et Reiko, puis Archer s'excuse auprès de Lana parce qu'elle a ruiné son mariage parce qu'elle câliné avec un autre homme et a essentiellement trompé Robert avant qu'Archer ne s'évanouisse. |   |                                            |                |                      |                                 |                        |
| 125 | 7 | Colt Express                               | Yusuke Sato    | Alison Silverman     | 29 septembre 2021               | 0,21                   |
| Colt se réveille enfin de son coma, grâce à l'un des appareils fous de Krieger mais est amnésique. Archer et le gang essaient de l'aider avec sa mémoire sur son appareil avant que Fabian ne mette la main dessus et l'agence n'a presque plus d'argent depuis que Robert a resserré son financement. Colt se souvient de ce qu'est son appareil, puis leur dit que son invention est une source d'énergie qui peut éliminer complètement la dépendance aux combustibles fossiles si elle est utilisée correctement. Sinon, cela pourrait anéantir toute vie sur la planète. Leur mission les emmène à Singapour où se trouve le siège principal de l'IIA. Là, Archer planifie la mission et dit à Krieger d'aider Colt à retrouver sa mémoire. Après avoir fait des trucs scientifiques fous ensemble, Colt se souvient où il habite. Pendant ce temps, Archer, Lana et Cyril peuvent entrer directement dans le quartier général en raison du manque de sécurité. Ils assistent à une orientation IIA, où ils découvrent que Ray est l'un des hôtes. Ray révèle qu'il travaille comme intérimaire à l'IIA depuis des mois, au cas où l'agence ferait faillite. Krieger, Pam et Cheryl accompagnent Colt dans son appartement pour trouver des indices sur le code dont ils ont besoin pour l'appareil. Là, ils trouvent une clé USB avec le code dont ils avaient besoin. Ils partent ensuite au rendez-vous avec Archer et les autres. Malory et Robert s'occupent des communications dans leur chambre d'hôtel. Pendant la mission, Archer raconte que Lana a câliné un autre homme au Japon, à la surprise de Cyril et Ray qui l'ont ensuite accusée d'avoir une liaison « émotionnelle », ce qui, selon Cyril, est pire qu'une liaison régulière. Plus tard, Cyril confronte Lana qu'elle se transforme en Archer et elle montre les mêmes habitudes qu'Archer, comme flirter avec tous les gars qu'elle rencontre, dormir toute la journée et faire la fête toute la nuit, et prendre des vitamines gommeuses pour femmes, ce qui est apparemment un truc d'Archer. Archer, Lana, Cyril et Ray tentent de détruire l'appareil mais doivent à la place le voler dans un camion à plateau et s'échapper du bâtiment IIA. Cela conduit à une poursuite à grande vitesse à travers la ville. Krieger, Pam et Cheryl se présentent dans Colt's Van et Archer dit à Lana, Cyril et Ray de sauter dedans. Archer plante alors l'appareil sur un pont inachevé, le détruisant. Mais Fabian et ses hommes coincent Archer pendant que le reste du gang regarde de loin. Fabian demande à Archer de rejoindre l'IIA en raison de ses incroyables compétences et de son instinct brut. Fabian révèle alors qu'il veut que l'appareil oblige les entreprises de combustibles fossiles à lui payer une énorme rançon pour ne pas l'utiliser. Il lancera ensuite une raquette de protection sur tous les grands pays pour s'assurer qu'il ne les fait pas exploser. Après avoir entendu tout cela, Archer refuse l'offre de Fabian, le qualifiant de « cerveau maléfique ». Puis soudain, Barry s'écrase. Croyant que Barry est là pour aider, Archer s'attend à ce qu'il attaque Fabian et ses hommes. Mais alors Barry dit qu'il est en fait « Other Barry », il assomme Archer et Fabian le capture tandis que les autres ne peuvent que regarder de l'autre côté du pont. |   |                                            |                |                      |                                 |                        |
| 126 | 8 | Mission : Difficile Mission: Difficult     | Megan Johnson  | Mark Ganek           | 6 août 2021                     | 0,19                   |
| Fabian dit à Lana, Pam, Robert et Sandra lors d'une vidéoconférence que s'ils ne lui donnent pas la clé USB, il tuera Archer, qui est retenu prisonnier à l'IIA. Lana planifie une mission de sauvetage avec le reste de l'agence (moins Malory). Colt se souvient enfin qu'il a en fait travaillé avec Fabian et qu'il a construit le mainframe IIA. Archer est détenu à l'IIA, Other Barry bat Archer, puis Barry revient une seconde pour dire à Archer que Fabian a essayé de pirater son processeur central et a déchaîné Other Barry et qu'il déteste Archer et ne peut pas l'arrêter. Fabian dit à Archer que jusqu'à ce que son agence lui donne la clé USB, toutes les heures, Other Barry continue de le battre, sans raison. Archer fait sa première tentative d'évasion mais échoue, mais avec l'aide du déménageur, Archer s'échappe à nouveau. Lana et le gang arrivent au siège de l'IIA, Lana et Cyril vont chercher Archer, Pam et Cheryl vont « semer le chaos » dans les employés de l'IIA, et Ray, Krieger et Colt restent dans la camionnette pour surveiller la mission. Cependant, Archer s'est déjà échappé et a rencontré Ray, Krieger et Colt dans la camionnette, mais il prévoit de retourner dans le bâtiment pour arrêter Other Barry et sauver les autres. Fabian est irrité par le fait que tous ses employés deviennent fous et que l'immeuble est en feu, grâce à Cheryl et Pam, puis il se retrouve sous la menace d'une arme par Malory. Fabian appelle une douzaine d'hommes de main, qui entourent Malory, mais elle les bat rapidement et à elle seule, y compris Fabian, et sort fièrement de son bureau. Alors que Lana, Cyril, Pam et Cheryl tentent de s'échapper du bâtiment en feu, ils rencontrent Other Barry, qui se prépare à les tuer, jusqu'à ce qu'Archer et Malory se présentent et après un bref combat, Barry leur dit qu'il peut faire un redémarrage difficile à partir de dans son esprit, bien qu'il puisse mourir. Alors Archer prend un défibrillateur uniquement pour que l'autre Barry le lui prenne, À ce moment, Colt se souvient maintenant comment démonter tout le système IIA, mais à ce moment-là, Colt est mortellement abattu par Fabian au grand désarroi de Krieger, qui se dirige ensuite vers le toit tandis qu'Archer le suit sur le toit et que les autres s'échappent. Archer et Fabian s'affrontent enfin tandis que Fabian se moque de lui pour avoir encore besoin de sa canne. Alors qu'ils se battent, Fabian casse à nouveau la canne d'Archer et prend le dessus. Mais juste à ce moment-là, Archer trouve enfin la force en lui de réaliser, en raison de sa haine bouillonnante pour Fabian, qu'il n'a plus besoin de sa canne. Puis Archer est enfin capable de le battre, jusqu'à ce que le toit s'effondre sous eux. Fabian s'échappe tandis qu'Archer trouve Barry et avec l'aide du déménageur à nouveau, tous s'échappent du bâtiment avant qu'il ne s'effondre. Lana rentre chez elle pour découvrir que Robert l'a trompée avec Sandra, en supposant qu'ils étaient maintenant dans un mariage ouvert. Lana part en colère mais est clairement contrariée par leur trahison. Archer arrive à la maison pour trouver Lana en train de pleurer sur ce qui s'est passé dans son lit et sans dire un mot, il s'assoit à côté d'elle sur son lit et lui donne une main silencieuse et réconfortante, que Lana prend dans sa main. Le lendemain matin, l'agence (moins Malory à nouveau) essaie de décider quoi faire avec la clé USB. Puis Robert entre et leur dit qu'il a vendu l'agence à un groupe d'équité, qui appartient en fait à Fabian qui se présente soudainement et leur dit qu'ils l'ont tous tellement impressionné qu'il devait les acquérir. Fabian dit alors à Archer qu'il possède maintenant l'agence et la clé USB, mais ensuite Archer prend la clé et la détruit, provoquant la colère de Fabian, tandis que Pam pose des questions sur les collations. Le lendemain, l'agence est évacuée sous le regard du gang. Mais caché dans le bureau de Malory, Archer trouve une lettre d'elle leur disant qu'elle a décidé de prendre sa retraite selon ses propres conditions et de se cacher pour que ses ennemis, ses amants amoureux, et même eux, ne la retrouvent jamais. Et puis leur dit qu'elle passe le flambeau à Archer et aux autres et que bien que cette décision soit soudaine, on n'arrive pas toujours à choisir le moment parfait, elle leur dit de faire attention, surtout à Archer et de lui dire qu'elle « veillerai sur lui, où qu'elle soit ». La scène finale de Malory est elle heureusement assise sur une plage dans un endroit non divulgué avec Ron, se tenant la main et regardant le coucher de soleil ensemble, n'entendant rien d'autre que les sons de la plage, mettant fin à l'épisode et à la saison. |   |                                            |                |                      |                                 |                        |